# Nikki Stone
Nicole „Nikki” Stone (ur. 4 lutego 1971 w Princeton) – amerykańska narciarka, specjalistka narciarstwa dowolnego. Zdobyła złoty medal w skokach akrobatycznych na igrzyskach olimpijskich w Nagano. Ponadto zdobyła złoty medal na mistrzostwach świata w La Clusaz oraz na mistrzostwach świata w Meiringen. Najlepsze wyniki w Pucharze Świata osiągnęła w sezonie 1997/1998, kiedy to triumfowała w klasyfikacji generalnej oraz w klasyfikacji skoków akrobatycznych. Również w sezonie 1994/1995 wywalczyła małą kryształową kulę w klasyfikacji skoków akrobatycznych. Wielokrotnie zostawała mistrzynią Stanów Zjednoczonych (1993, 1994, 1995 i 1998).
W 1999 r. zakończyła karierę.

## Osiągnięcia

### Igrzyska olimpijskie
| Miejsce | Dzień     | Rok  | Miejscowość | Konkurencja        | Zwycięzca       |
| ------- | --------- | ---- | ----------- | ------------------ | --------------- |
| 13.     | 13 lutego | 1994 | Lillehammer | Skoki akrobatyczne | Lina Cheryazova |
| 1.      | 18 lutego | 1998 | Nagano      | Skoki akrobatyczne | -               |

### Mistrzostwa świata
| Miejsce | Dzień     | Rok  | Miejscowość | Konkurencja        | Zwycięzca        |
| ------- | --------- | ---- | ----------- | ------------------ | ---------------- |
| 4.      | 14 marca  | 1993 | Altenmarkt  | Skoki akrobatyczne | Lina Cheryazova  |
| 1.      | 19 lutego | 1995 | La Clusaz   | Skoki akrobatyczne | -                |
| 10.     | 9 lutego  | 1997 | Iizuna      | Skoki akrobatyczne | Kirstie Marshall |
| 3.      | 13 marca  | 1999 | Meiringen   | Skoki akrobatyczne | Jacqui Cooper    |

### Puchar Świata

#### Miejsca w klasyfikacji generalnej
- sezon 1991/1992: 25.
- sezon 1992/1993: 17.
- sezon 1993/1994: 15.
- sezon 1994/1995: 6.
- sezon 1995/1996: 13.
- sezon 1996/1997: 18.
- sezon 1997/1998: 1.
- sezon 1998/1999: 2.

#### Miejsca na podium
1. Inawashiro – 1 marca 1992 (Skoki akrobatyczne) – 1. miejsce
2. Madarao – 5 marca 1992 (Skoki akrobatyczne) – 2. miejsce
3. Madarao – 8 marca 1992 (Skoki akrobatyczne) – 2. miejsce
4. La Plagne – 26 lutego 1993 (Skoki akrobatyczne) – 3. miejsce
5. Le Relais – 27 lutego 1993 (Skoki akrobatyczne) – 3. miejsce
6. Whistler Blackcomb – 9 stycznia 1994 (Skoki akrobatyczne) – 2. miejsce
7. Lake Placid – 22 stycznia 1994 (Skoki akrobatyczne) – 2. miejsce
8. Breckenridge – 15 stycznia 1995 (Skoki akrobatyczne) – 1. miejsce
9. Le Relais – 22 stycznia 1995 (Skoki akrobatyczne) – 1. miejsce
10. Lake Placid – 28 stycznia 1995 (Skoki akrobatyczne) – 3. miejsce
11. Oberjoch – 4 lutego 1995 (Skoki akrobatyczne) – 2. miejsce
12. Altenmarkt – 10 lutego 1995 (Skoki akrobatyczne) – 3. miejsce
13. Kirchberg in Tirol – 24 lutego 1995 (Skoki akrobatyczne) – 1. miejsce
14. Lillehammer – 4 marca 1995 (Skoki akrobatyczne) – 1. miejsce
15. Hundfjället – 10 marca 1995 (Skoki akrobatyczne) – 2. miejsce
16. Hundfjället – 11 marca 1995 (Skoki akrobatyczne) – 2. miejsce
17. Tignes – 9 grudnia 1995 (Skoki akrobatyczne) – 2. miejsce
18. Piancavallo – 20 grudnia 1995 (Skoki akrobatyczne) – 2. miejsce
19. Whistler Blackcomb – 14 stycznia 1996 (Skoki akrobatyczne) – 3. miejsce
20. Breckenridge – 20 stycznia 1996 (Skoki akrobatyczne) – 1. miejsce
21. Breckenridge – 21 stycznia 1996 (Skoki akrobatyczne) – 2. miejsce
22. Kirchberg in Tirol – 2 lutego 1996 (Skoki akrobatyczne) – 3. miejsce
23. Kirchberg in Tirol – 3 lutego 1996 (Skoki akrobatyczne) – 2. miejsce
24. Breckenridge – 26 stycznia 1997 (Skoki akrobatyczne) – 2. miejsce
25. Mount Buller – 1 sierpnia 1997 (Skoki akrobatyczne) – 1. miejsce
26. Hundfjället – 14 marca 1997 (Skoki akrobatyczne) – 2. miejsce
27. Tignes – 12 grudnia 1997 (Skoki akrobatyczne) – 1. miejsce
28. Piancavallo – 17 grudnia 1997 (Skoki akrobatyczne) – 1. miejsce
29. Whistler Blackcomb – 25 stycznia 1998 (Skoki akrobatyczne) – 1. miejsce
30. Breckenridge – 31 stycznia 1998 (Skoki akrobatyczne) – 2. miejsce
31. Hasliberg – 7 marca 1998 (Skoki akrobatyczne) – 2. miejsce
32. Altenmarkt – 13 marca 1998 (Skoki akrobatyczne) – 2. miejsce
33. Mont Tremblant – 10 stycznia 1999 (Skoki akrobatyczne) – 2. miejsce
34. Heavenly Valley – 25 stycznia 1999 (Skoki akrobatyczne) – 1. miejsce

- W sumie 11 zwycięstw, 16 drugich i 7 trzecich miejsc.